# Cuesta de Gos
La Cuesta de Gos es una pedanía del municipio de Águilas, en la Región de Murcia, España. Situada en las estribaciones montañosas al norte de la localidad, se caracteriza por su paisaje rural, su pasado minero y por ser el lugar de nacimiento del actor Paco Rabal.

## Historia y patrimonio
La pedanía tuvo una notable actividad minera a finales del siglo XIX y principios del XX, destacando explotaciones como la mina «Los Apóstoles», operada por la compañía británica La Reyna Mining. Este pasado dejó importantes restos como la "Casa de los Ingenieros Ingleses", lavaderos, bocaminas y la torre de ventilación de la mina Miraleda.
La Cuesta de Gos llegó a contar incluso con la primera farmacia rural de Águilas y un pequeño cinematógrafo para los mineros (1912-1918).
Tras la Primera Guerra Mundial la minería entró en declive y muchas familias emigraron, abandonándose el coto minero a mediados del siglo XX. Hoy en día quedan visibles varias ruinas industriales relacionadas con la minería que existió en la zona.

## Paco Rabal y la Cuesta de Gos
La Cuesta de Gos es el lugar de nacimiento del actor Francisco Rabal Valera, nacido el 8 de marzo de 1926 en una familia de mineros. El cierre de las minas obligó a la familia a emigrar antes de la Guerra Civil. Rabal, que siempre reivindicó su origen minero y aguileño, fue homenajeado en 2002 con una escultura de Santiago de Santiago, situada junto a la ermita local, justo donde estuvo su casa natal.
Cada verano se celebra una Velada de Trovos y Cante Flamenco en su memoria, relacionada con el trovo y el cante minero característicos de la zona.